# King of the Khyber Rifles
King of the Khyber Rifles é um filme de aventura estadunidense dirigido por Henry King e estrelado por Tyrone Power e Terry Moore. Foi lançado em 22 de dezembro de 1953 pela 20th Century Fox.

## Elenco
- Tyrone Power como Capitão Alan King
- Terry Moore como Susan Maitland
- Michael Rennie como Brigadeiro-general J. R. Maitland
- Murray Matheson como Major Ian MacAllister
- Gavin Muir como Major Lee
- John Justin como Tenente Geoffrey Heath
- Richard Wyler como Tenente Ben Baird
- John Farrow como  Cabo Stuart
- Guy Rolfe como Karram Kha
- Frank DeKova como Ali Nur
- Argentina Brunetti como Lali
- Sujata como  dançarina nativa
- Frank Lacteen como Ahmed